# Rootsmusik
Rootsmusik bezeichnet die traditionelle Volksmusik eines Landes. Der Begriff wird häufig gebraucht, wenn sich Rockmusiker oder von Rock geprägte Musiker der überlieferten Musik ihrer Region, aber auch anderen traditionellen Musikstilen zuwenden.
Die Bezeichnung wird oft auf den US-amerikanischen Kontext, wo junge Musiker immer wieder archaische US-amerikanische Stile wie Folk, Blues und Country aufgreifen, angewandt. Er wird aber auch in Bezug auf die so genannte Weltmusik benutzt.